# Jamie Oliver
Jamie Trevor Oliver (Clavering, 27 maggio 1975) è un cuoco, conduttore televisivo, scrittore e imprenditore britannico.

## Biografia
Jamie Oliver ha inizialmente lavorato nel ristorante di Antonio Carluccio dove ha imparato ad apprezzare la cucina italiana. Nel 1999 è stato notato dalla BBC che gli ha affidato un programma risultato di grande successo, The Naked Chef , a cui è seguito un libro di cucina, bestseller nel Regno Unito. Lo stesso anno ha cucinato per l'allora primo ministro inglese Tony Blair al 10 di Downing Street.
Nel 2005 è diventato un cuoco televisivo con Jamie's Great Italian Escape, un programma in sei puntate sulla cucina italiana trasmesso nel 2011 anche in Italia dal canale Cielo e poi dal canale La EFFE.
Jamie va spesso per istituti scolastici, battendosi affinché nelle mense inglesi e americane statunitensi si eliminino i cibi non sani ("junk food = junk kids").
Era proprietario di una catena di 28 ristoranti, di cui uno a Dubai e uno a Sydney, chiamata Jamie's Italian: il 21 maggio 2019 è stato lui stesso ad annunciare su Twitter che la catena dei suoi ristoranti è fallita. 23 dei 25 ristoranti verranno chiusi e gli unici a rimanere operativi saranno solo i due punti vendita all’aeroporto londinese di Gatwick e il Diner a Soho. 
Il suo sito ufficiale contiene un blog.

## Vita privata
È sposato con la modella Julia Norton (detta "Jools") da cui ha avuto cinque figli.

## Opere

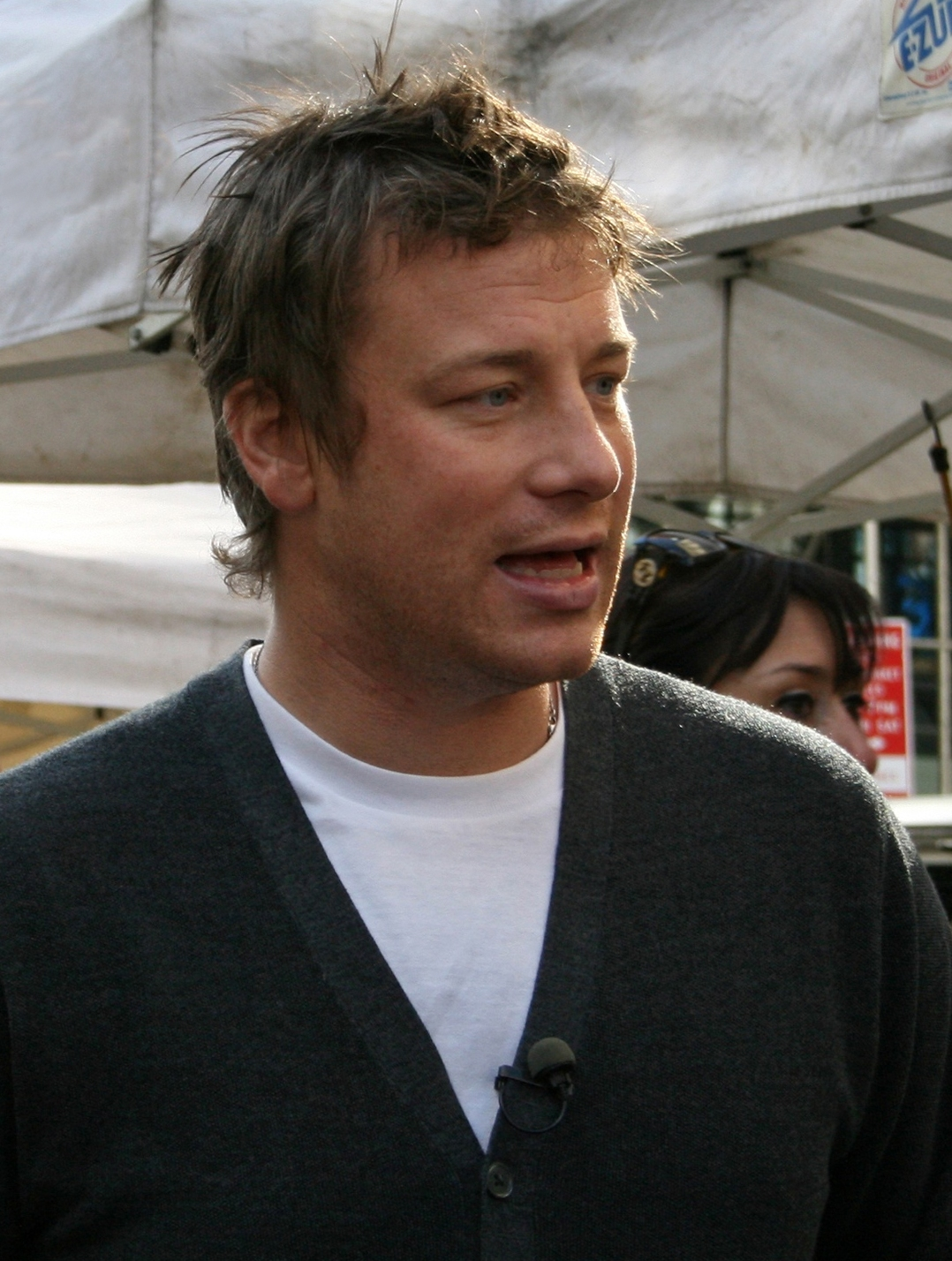
Jamie Oliver nel 2007

- Something for the Weekend, ISBN 0-14-102258-2
- The Naked Chef, ISBN 0-7868-6617-9
- The Return of the Naked Chef, ISBN 0-7181-4439-2
- Happy Days with the Naked Chef, ISBN 0-7868-6852-X
- The Naked Chef Takes Off, ISBN 0-7868-6755-8
- Jamie's Kitchen, ISBN 1-4013-0022-7
- Jamie's Dinners, ISBN 1-4013-0194-0
- Jamie's Italy, ISBN 0-7181-4770-7
- Cook With Jamie: My Guide to Making You a Better Cook , ISBN 0-7181-4771-5
- Jamie's Little Book of Big Treats, ISBN 0-14-103146-8
- Jamie at Home: Cook Your Way to the Good Life, ISBN 978-0-7181-5243-7
- Jamie's Ministry of Food: Anyone Can Learn to Cook in 24 Hours, ISBN 978-0-7181-4862-1
  - Pubblicato in America con il titolo Jamie's Food Revolution: Rediscover How to Cook Simple, Delicious, Affordable Meals, ISBN 978-1-4013-2359-2
- Jamie's Red Nose Recipes, ISBN 978-0-14-104178-0
- Jamie's America, ISBN 978-0-7181-5476-9
- Jamie Oliver, Jamie does..., London, Michael Joseph, 2010,  p. 359, ISBN 978-0-7181-5614-5.
- Jamie does... SPAIN, VENICE, SWEDEN, MOROCCO, GREECE, FRANCE,2010 ISBN 978-0-7181-5614-5
- Jamie's 30-minute Meals, ISBN 978-0-7181-5477-6